# Автогара Варна
Централна автогара Варна е централната автогара във Варна, България. Намира се на бул. „Владислав Варненчик“ № 158 в район Младост.
Сравнително отдалечена от централната железопътна гара на Варна, тя е една от най-натоварените отправни точки в града. Гарата обслужва както множество регионални и национални, така и редица международни дестинации. Сградата е на 2 етажа; разполага с ресторанти, кафенета, магазини и туристически бюра.
Обслужвани направления: Варна – София („Биомет“, „Етап“, „Груп“, „Юнион Ивкони“), Варна – Пловдив („Арда Тур"), Варна – Сливен („Дорис“), Варна – Ямбол („Раси“), Варна – Русе („Варна Бус 2000“), Варна – Хасково-Кърджали („Арда Тур“, „Кристал“), Варна – Добрич („Варна Бус 2000“, „Добрич Автотранспорт“), Варна – Свищов („Феникс 2“), Варна – Разград („Карина“, „Автобустранс“), Варна – Разград – Кубрат („Автобустранс“), Варна – Силистра („Т.А.Т“, „Хари 3“, „Ема Аутотранс“), Варна – Шумен („Автотрейд“, „Шумен Пътнически Автотранспорт“), Варна – Свиленград („Бойдеви“),

## История
Автогарата във Варна е открита на 14 април 1971 г. Проектирана е от архитектите Матей Матеев, Благовеста Матеева и инж. Т. Софкарев. През 2017 г. става единствената автогара във Варна, поради закриването на автогара „Юг“ (известна като Частната автогара във Варна), заради изграждането на новия булевард „Левски“.

## Обществен транспорт
От и до автогара Варна преминават автобусните линии от обществения транспорт – 22, 41, 43, 148 и 409. Линия 409 свързва гарата с летище Варна, центъра, както и морските курорти „Св. св. Константин и Елена“ и „Златни пясъци“.

## Сектори
1. с. Граничар (област Добрич), Балчик, Каварна, Шабла, Констанца (Румъния)
2. с. Доброплодно (област Варна), с. Изворник (област Варна), Исперих, Кубрат, с. Пет могили (област Шумен), Разград, Суворово, Завет
3. с. Аврен (област Варна), с. Садово (област Варна), Бяла, с. Китка (област Варна), Кърджали, Казанлък, Пловдив, Свиленград, Хасково, с. Стамболово (област Хасково), к-с Слънчев бряг (област Бургас)
4. Айтос, с. Белоградец (област Варна), Габрово, с. Друмево (област Шумен), с. Медовец (област Варна), Несебър – с. Равда (област Бургас), Омуртаг, Провадия, Сливен, Търговище, Шумен
5. Велико Търново, Дулово, София, Одеса (Украйна), Истанбул (Турция), Букурещ (Румъния)
6. с. Булаир (област Варна), с. Венелин (област Варна), с. Голица (област Варна), Долни чифлик, к-с Камчия (област Варна), с. Цонево (област Варна), с. Шкорпиловци (област Варна)
7. Добрич
8. с. Кранево (област Добрич), к-с Албена (област Добрич), Русе, Свищов, Ямбол, Кишинев (Молдова), Прага (Чехия), Киев (Украйна), Минск (Беларус)
9. Силистра, Тутракан, Одеса (Украйна), Атина (Гърция), Истанбул (Турция)
10. Бургас, Поморие, Несебър, к-с Слънчев бряг (област Бургас), Обзор, Бяла
11. Пристигащи
12. Пристигащи
13. Пристигащи
14. Пристигащи
15. Пристигащи